# Greatest Hits (альбом Queen)
«Greatest Hits» — музична збірка британського рок-гурту «Queen», вперше представлена 26 жовтня 1981 року у Великій Британії. Платівка складається із найуспішніших синглів гурту, від першої появи у чартах у 1974 році композиції «Seven Seas of Rhye» і до синглу 1980 року «Flash» (або в деяких країнах до синглу 1981 року «Under Pressure»). У різних країнах ця збірка виходила із різним списком пісень та із різними обкладинками залежного від того, які сингли були успішними на цій території.
Збірка стала неймовірно успішною, перебуваючи на вершині британського чарту впродовж чотирьох тижнів. Вона провела 833 тижні в чартах Великої Британії і є найпродаванішим альбомом всіх часів у Великій Британії, було продано понад шість мільйонів екземплярів. «Greatest Hits» 8 разів стала платиновою у США і є комерційно найуспішнішим альбомом «Queen» на світовому ринку із понад 25 мільйонами проданих копій, що дозволило їй стати найпродаванішим альбомом всіх часів. Гітарист гурту «Radiohead» Ед О'Браєн назвав британське видання платівки «бездоганним» і «абсолютно геніальним», а британський журналіст Браян Вінер — найкращим альбомом всіх часів.

## Історія
Не було ніякого універсального списку треків чи обкладинки для збірки «Greatest Hits», список треків збірки для кожної країни залежав від того, які сингли там  вийшли і які треки потрапили до чартів. У деяких випадках, попри популярність гурту, не було випущено дотатньо пісень синглами для заповнення збірки, а кілька треків альбому використовували як наповнювач. Деякими прикладами з них були треки «Sweet Lady» і «Love of My Life», жоден з яких не вийшов як сингл ні в одній країні, але з'явився у випусках «' 1981 Hits» для деяких регіонів. У Великій Британії і США, де можна було зібрати солідні цифри, до збірки увійшло тільки 20 найкращих хітів.
У США збірку випустили з оригінальною редакцією першого сингл-релізу «Queen» «Keep Yourself Alive», який був перевиданий в США у 1975 році (оригінальний випуск був у 1973 році) після успіху «Bohemian Rhapsody». До американської версії було також додано пісня «Under Pressure», створену у співпраці «Queen» з Девідом Бові, вона ваийшла того ж тижня у збірці «Greatest Hits» і згодом очолила британський чарт синглів і увійшла в десятку кращих в багатьох чартах по всьому світу. Однак цю пісню не включили до європейської версії «Greatest Hits» — за словами бізнес-менеджера «Queen» Джима Біча, це було пов'язано з тривалішим часом виробництва, необхідним для друку записів в Європі, кілька сотень тисяч копій альбому вже були відтиснуті перш, ніж записали пісню.
В Аргентині і Бразилії LP-видання містило той же список найкращих британських хітів без «Seven Seas of Rhye», включаючи «Love Of My Life» (версія «Live Killers»). CD-версія була такою ж, як і у Великій Британії.
Фото з обкладинки, яке з'явилося на британському та американському релізах, було зроблено Лордом Сновдоном в його домашній студії з використанням тільки природного освітлення. Для релізу 1981 року фото було перекошене, але для перевидання 2011 року воно вийшло у первісному вигляді.
1991 року «Queen» прагнули випустити у світ другу збірку найкращих хітів, цього разу зі стандартним трек-листом. На той час гурт щойно змінив лейбл звукозапису в США —  з «Capitol Records» на «Hollywood Records», що був зацікавлений в масовому перевиданні каталогу пісень гурту. Проблема полягала в тому, що «Elektra» все ще володіла правами США на цю першу збірку 1981 року (попри те, що «Hollywood Records» був ліцензіатом в США). «Hollywood Records» вирішили не випускати «Greatest Hits II» на ринок США, але натомість створили власну збірку «Classic Queen» (1992), яка досягла 4 позиції у чарті. До цього збірника увійшли такі треки, як «Bohemian Rhapsody», «Keep Yourself Alive» і «Under Pressure» (які вже з'явилися у збірці хітів, випущеній «Elektra» у 1981 році), а також з новіших треків («A Kind of Magic» і «Radio Ga Ga»). Деякі треки навіть не були синглами в США («One Year of Love») або ще десь («Stone Cold Crazy»). Попри те, що цей збірник добре прийняли, в майбутньому виникла проблема дублювання списку треків.
«Hollywood Records», пізніше, у 1992 році, перевидали супутню збірнику «Classic Queen» — збірку «Greatest Hits» зі схожою обкладинкою (з логотипом «Queen» на червоному тлі, тоді як у «Classic Queen» було синє тло). Зазвичай згадується як «Red Greatest Hits» і включає більшість треків 1970-х років, відсутніх в «Classic Queen» (зокрема «Another One Bites the Dust» (1980), «We Will Rock You», «We Are the Champions» і «Killer Queen»).
У 2004 році для просування в Лас-Вегасі мюзиклу «We Will Rock You» компанія «Hollywood Records» випустила видання «Greatest Hits: We Will Rock You Edition», яке було таким же як і британський «Greatest Hits», але з трьома бонусними треками.

## Комерційний успіх
До 2006 року, через 25 років після першого релізу, «Greatest Hits» став найпродаванішим альбомом у Великій Британії і першим альбомом, якого продано понад п'ять мільйонів копій. У 2014 році він став першим альбомом у Великій Британії, який продався тиражем понад шість мільйонів примірників.
У Сполучених Штатах альбом розійшовся накладом вісім мільйонів примірників, що робить його найпродаванішим альбомом гурту.

## Трек-лист
Цей розділ містить списки треків для оригінального «Greatest Hits» в різних варіаціях. Інші збірники, зокрема другий і третій альбоми «Greatest Hits», дивіться у відповідних статтях.
З-поміж 17-трекових британських видань Фредді Мерк'юрі був автором десяти пісень: Браян Мей — п'яти і Джон Дікон двох пісень. Роджер Тейлор не написав жодної пісні, яка вийшла як сингл для гурту на той момент.
| Британські видання (EMI) 1981 року і (Island) 2011 року Має фотографію гурту на обкладинці Сторона 1 | Британські видання (EMI) 1981 року і (Island) 2011 року Має фотографію гурту на обкладинці Сторона 1 | Британські видання (EMI) 1981 року і (Island) 2011 року Має фотографію гурту на обкладинці Сторона 1 | Британські видання (EMI) 1981 року і (Island) 2011 року Має фотографію гурту на обкладинці Сторона 1 |
| # | Назва                                                                                                | Автор                                                                                                | Тривалість                                                                                           |
| --- | --- | --- | --- |
| 1.                                                                                                   | «Bohemian Rhapsody» (з A Night at the Opera, 1975)                                                   | Фредді Мерк'юрі                                                                                      | 5:57                                                                                                 |
| 2.                                                                                                   | «Another One Bites the Dust» (з The Game, 1980)                                                      | Джон Дікон                                                                                           | 3:36                                                                                                 |
| 3.                                                                                                   | «Killer Queen» (з Sheer Heart Attack, 1974)                                                          | Мерк'юрі                                                                                             | 2:57                                                                                                 |
| 4.                                                                                                   | «Fat Bottomed Girls» (сингл-версія, з Jazz, 1978)                                                    | Браян Мей                                                                                            | 3:22                                                                                                 |
| 5.                                                                                                   | «Bicycle Race» (з Jazz, 1978)                                                                        | Мерк'юрі                                                                                             | 3:01                                                                                                 |
| 6.                                                                                                   | «You're My Best Friend» (з A Night at the Opera, 1975)                                               | Дікон                                                                                                | 2:52                                                                                                 |
| 7.                                                                                                   | «Don't Stop Me Now» (з Jazz, 1978)                                                                   | Мерк'юрі                                                                                             | 3:29                                                                                                 |
| 8.                                                                                                   | «Save Me» (сингл-версія з релізу 1981 року, також увійшла до альбому The Game, 1980)                 | Мей                                                                                                  | 3:48                                                                                                 |

| Сторона 2 | Сторона 2                                                   | Сторона 2 | Сторона 2  |
| #         | Назва                                                       | Автор     | Тривалість |
| --------- | ----------------------------------------------------------- | --------- | ---------- |
| 9.        | «Crazy Little Thing Called Love» (з The Game, 1980)         | Мерк'юрі  | 2:42       |
| 10.       | «Somebody to Love» (з A Day at the Races, 1976)             | Мерк'юрі  | 4:56       |
| 11.       | «Now I'm Here» (з Sheer Heart Attack, 1974)                 | Мей       | 4:10       |
| 12.       | «Good Old-Fashioned Lover Boy» (з A Day at the Races, 1976) | Мерк'юрі  | 2:54       |
| 13.       | «Play the Game» (з The Game, 1980)                          | Мерк'юрі  | 3:33       |
| 14.       | «Flash» (сингл-версія, з Flash Gordon, 1980)                | Мей       | 2:48       |
| 15.       | «Seven Seas of Rhye» (з Queen II, 1974)                     | Мерк'юрі  | 2:47       |
| 16.       | «We Will Rock You» (з News of the World, 1977)              | Мей       | 2:01       |
| 17.       | «We Are the Champions» (з News of the World, 1977)          | Мерк'юрі  | 3:00       |
| 58:44     |                                                             |           |            |

| Американське і канадське видання 1981 року | Американське і канадське видання 1981 року              | Американське і канадське видання 1981 року | Американське і канадське видання 1981 року |
| #                                          | Назва                                                   | Автор                                      | Тривалість                                 |
| ------------------------------------------ | ------------------------------------------------------- | ------------------------------------------ | ------------------------------------------ |
| 1.                                         | «Another One Bites the Dust»                            |                                            | 3:37                                       |
| 2.                                         | «Bohemian Rhapsody»                                     |                                            | 5:58                                       |
| 3.                                         | «Crazy Little Thing Called Love»                        |                                            | 2:44                                       |
| 4.                                         | «Killer Queen»                                          |                                            | 3:02                                       |
| 5.                                         | «Fat Bottomed Girls»                                    |                                            | 3:23                                       |
| 6.                                         | «Bicycle Race»                                          |                                            | 3:01                                       |
| 7.                                         | «Under Pressure» (пізніше включений до Hot Space, 1982) | Queen, Девід Бові                          | 4:05                                       |
| 8.                                         | «We Will Rock You»                                      |                                            | 2:02                                       |
| 9.                                         | «We Are the Champions»                                  |                                            | 3:01                                       |
| 10.                                        | «Flash»                                                 |                                            | 2:49                                       |
| 11.                                        | «Somebody to Love»                                      |                                            | 4:58                                       |
| 12.                                        | «You're My Best Friend»                                 |                                            | 2:52                                       |
| 13.                                        | «Keep Yourself Alive» (моно синг-версія, з Queen, 1973) | Мей                                        | 3:32                                       |
| 14.                                        | «Play the Game»                                         |                                            | 3:30                                       |
| 47:58                                      |                                                         |                                            |                                            |

| Японське видання 1981 року | Японське видання 1981 року                                    | Японське видання 1981 року | Японське видання 1981 року |
| #                          | Назва                                                         | Автор                      | Тривалість                 |
| -------------------------- | ------------------------------------------------------------- | -------------------------- | -------------------------- |
| 1.                         | «Bohemian Rhapsody»                                           |                            | 5:55                       |
| 2.                         | «Another One Bites the Dust»                                  |                            | 3:33                       |
| 3.                         | «Killer Queen»                                                |                            | 3:00                       |
| 4.                         | «Fat Bottomed Girls»                                          |                            | 3:22                       |
| 5.                         | «Good Old-Fashioned Lover Boy»                                |                            | 2:32                       |
| 6.                         | «Don't Stop Me Now»                                           |                            | 3:28                       |
| 7.                         | «Save Me»                                                     |                            | 3:48                       |
| 8.                         | «Under Pressure»                                              |                            | 4:05                       |
| 9.                         | «Crazy Little Thing Called Love»                              |                            | 2:42                       |
| 10.                        | «Somebody to Love»                                            |                            | 4:55                       |
| 11.                        | «Now I'm Here»                                                |                            | 4:15                       |
| 12.                        | «Teo Torriatte» (сингл-версія, from A Day At The Races, 1976) | Мей                        | 5:00                       |
| 13.                        | «You're My Best Friend»                                       |                            | 2:50                       |
| 14.                        | «Play the Game»                                               |                            | 3:28                       |
| 15.                        | «Flash's Theme A.K.A. Flash»                                  |                            | 2:47                       |
| 16.                        | «We Will Rock You»                                            |                            | 2:00                       |
| 17.                        | «We Are the Champions»                                        |                            | 2:58                       |
| 60:37                      |                                                               |                            |                            |

| Американське видання 1992 року (Hollywood Records) Має червону обкладинку з логотипом «Queen» | Американське видання 1992 року (Hollywood Records) Має червону обкладинку з логотипом «Queen» | Американське видання 1992 року (Hollywood Records) Має червону обкладинку з логотипом «Queen» | Американське видання 1992 року (Hollywood Records) Має червону обкладинку з логотипом «Queen» |
| #                                                                                             | Назва                                                                                         | Автор                                                                                         | Тривалість                                                                                    |
| --------------------------------------------------------------------------------------------- | --------------------------------------------------------------------------------------------- | --------------------------------------------------------------------------------------------- | --------------------------------------------------------------------------------------------- |
| 1.                                                                                            | «We Will Rock You»                                                                            |                                                                                               | 2:02                                                                                          |
| 2.                                                                                            | «We Are the Champions»                                                                        |                                                                                               | 3:01                                                                                          |
| 3.                                                                                            | «Another One Bites the Dust»                                                                  |                                                                                               | 3:37                                                                                          |
| 4.                                                                                            | «Killer Queen»                                                                                |                                                                                               | 3:01                                                                                          |
| 5.                                                                                            | «Somebody to Love»                                                                            |                                                                                               | 4:56                                                                                          |
| 6.                                                                                            | «Fat Bottomed Girls (LP-версія)»                                                              |                                                                                               | 4:16                                                                                          |
| 7.                                                                                            | «Bicycle Race»                                                                                |                                                                                               | 3:02                                                                                          |
| 8.                                                                                            | «You're My Best Friend»                                                                       |                                                                                               | 2:51                                                                                          |
| 9.                                                                                            | «Crazy Little Thing Called Love»                                                              |                                                                                               | 2:43                                                                                          |
| 10.                                                                                           | «Now I'm Here»                                                                                |                                                                                               | 4:14                                                                                          |
| 11.                                                                                           | «Play the Game»                                                                               |                                                                                               | 3:31                                                                                          |
| 12.                                                                                           | «Seven Seas of Rhye»                                                                          |                                                                                               | 2:48                                                                                          |
| 13.                                                                                           | «Body Language» (з Hot Space, 1982)                                                           | Мерк'юрі                                                                                      | 4:33                                                                                          |
| 14.                                                                                           | «Save Me»                                                                                     |                                                                                               | 3:48                                                                                          |
| 15.                                                                                           | «Don't Stop Me Now»                                                                           |                                                                                               | 3:34                                                                                          |
| 16.                                                                                           | «Good Old-Fashioned Lover Boy»                                                                |                                                                                               | 2:55                                                                                          |
| 17.                                                                                           | «I Want to Break Free» (сингл-мікс, з The Works, 1984)                                        | Дікон                                                                                         | 4:22                                                                                          |
| 58:43                                                                                         |                                                                                               |                                                                                               |                                                                                               |

| Американське видання 2004 року (Greatest Hits: We Will Rock You) Той же список треків, що і у британському 1981 року випуску, за яким слідують три додаткових треки | Американське видання 2004 року (Greatest Hits: We Will Rock You) Той же список треків, що і у британському 1981 року випуску, за яким слідують три додаткових треки | Американське видання 2004 року (Greatest Hits: We Will Rock You) Той же список треків, що і у британському 1981 року випуску, за яким слідують три додаткових треки | Американське видання 2004 року (Greatest Hits: We Will Rock You) Той же список треків, що і у британському 1981 року випуску, за яким слідують три додаткових треки |
| # | Назва | Автор | Тривалість |
| --- | --- | --- | --- |
| 18. | «I'm in Love with My Car» (рідкісний оригінальний сингл-мікс, з A Night at the Opera, 1975)                                                                         | Роджер Тейлор | 3:12 |
| 19. | «Under Pressure» (з Queen on Fire – Live at the Bowl, 2004) | | 3:39 |
| 20. | «Tie Your Mother Down» (з Queen on Fire — Live at the Bowl, 2004)                                                                                                   | Мей | 3:52 |
| 69:17 | | | |

| Японське перевидання 2011 року З бонусного треку для Японії, доступного на iTunes | Японське перевидання 2011 року З бонусного треку для Японії, доступного на iTunes | Японське перевидання 2011 року З бонусного треку для Японії, доступного на iTunes | Японське перевидання 2011 року З бонусного треку для Японії, доступного на iTunes |
| #                                                                                 | Назва                                                                             | Автор                                                                             | Тривалість                                                                        |
| --------------------------------------------------------------------------------- | --------------------------------------------------------------------------------- | --------------------------------------------------------------------------------- | --------------------------------------------------------------------------------- |
| 18.                                                                               | «Teo Torriatte (Let Us Cling Together)» (з A Day at the Races, 1976)              | Мей                                                                               | 5:07                                                                              |
| 63:00                                                                             |                                                                                   |                                                                                   |                                                                                   |

На додаток до вищевказаних варіацій, офіційна біографія Джекі Ганна і Джима Дженкінса «Queen: As It Began» містить наступні варіації в оригінальному британському трек-листі:
- Аргентина, Бразилія, Мексика і Венесуела: містить «Love of My Life» (жива версія) замість «Seven Seas of Rhye».
- Бельгія і Іспанія: містить «Spread Your Wings» як додатковий трек.
- Австралія: ідентична американській версії, але містить «Tie Your Mother Down» як додатковий трек.
- Болгарія: містить «Death On Two Legs» і «Sweet Lady» як додатковий трек.
- Канада, Франція, Німеччина, Ізраїль і Нідерланди: містить «Under Pressure» як додатковий трек.
- Німеччина: також додано «Spread Your Wings» на деяких перших копіях.

## Музиканти
- Фредді Мерк'юрі — головний і бек-вокал, оперний вокал, акустичне піаніно, вертикальне піаніно, велосипедний дзвінок, хлопки руками, акустична гітара, орган, синтезатор, тупотіння ногами, клацання пальцями (тільки на оригінальному північноамериканському релізі), драм-машина (тільки на оригінальному північноамериканському релізі 1991 року), синт-бас
- Браян Мей — акустична і електрична гітари, спільний головний вокал в «Fat Bottomed Girls» (приспів) і «Keep Yourself Alive» (брідж), бек- і оперний вокали, велосипедний дзвінок, хлопки руками, піаніно, синтезатор, тупотіння ногами, клацання пальцями (тільки на оригінальному північноамериканському релізі), гармоніка (тільки на японському релізі)
- Роджер Тейлор — акустичні і електронні ударні (тільки на оригінальному північноамериканському релізі 1991 року), перкусія, бек- і оперний вокали, литаври, гонг, чаймз, велосипедний дзвінок, хлопання руками, дерев'яна коробочка, бубон, тупотіння ногами, клацання пальцями (тільки на оригінальному північноамериканському релізі), дзвін, спільний головний вокал «Keep Yourself Alive» (брідж), ритм-гітара (на американському виданні 2004 року)
- Джон Дікон — бас-гітара, електрична гітара, акустичне і електричне піаніно, велосипедний дзвінок, хлопання руками, тупотіння ногами, клацання пальцями (тільки на оригінальному північноамериканському релізі), синтезатор (тільки на оригінальному північноамериканському релізі 1991 року)

Додатковий персонал (оригінальний британський реліз)
- Майк Стоун — спільний головний вокал в «Good Old-Fashioned Lover Boy»
- Рой Томас Бейкер — стілофон в «Seven Seas of Rhye»

Додатковий персонал (оригінальний північноамериканський реліз)
- Девід Бові — спільний головний вокал в «Under Pressure»

Додатковий персонал (північноамериканський реліз 1991 року)
- Фред Мендел — синтезатор в «I Want to Break Free»

## Чарти
| Чарт (1981–82)                       | Позиція |
| ------------------------------------ | ------- |
| Австралія (Kent Music Report)        | 2       |
| Австрія (Ö3 Austria)                 | 1       |
| Нідерланди (MegaCharts)              | 1       |
| Німеччина (Offizielle Top 100)       | 1       |
| Нова Зеландія (RMNZ)                 | 1       |
| Норвегія (VG-lista)                  | 21      |
| Велика Британія (OCC)                | 1       |
| Чарт (1992)                          | Позиція |
| Австралія (ARIA)                     | 8       |
| Канадський чарт альбомів             | 4       |
| Французький чарт альбомів            | 5       |
| Угорщина (MAHASZ)                    | 12      |
| Швеція (Sverigetopplistan)           | 21      |
| Швейцарія (Schweizer Hitparade)      | 5       |
| США (Billboard 200)                  | 11      |
| Чарт (2008)                          | Позиція |
| Іспанія (PROMUSICAE)                 | 63      |
| Чарт (2011)                          | Позиція |
| Бельгія (Ultratop Wallonia)          | 78      |
| Франція (SNEP)                       | 56      |
| Мексика (Top 100 Mexico)             | 53      |
| Чарт (2016)                          | Позиція |
| Португалія (AFP)                     | 49      |
| Чарт (2017)                          | Позиція |
| США Top Hard Rock Albums (Billboard) | 2       |

| Чарт (1981)                    | Позиція |
| ------------------------------ | ------- |
| Нідерланди (MegaCharts)        | 9       |
| Нова Зеландія (RMNZ)           | 11      |
| Велика Британія (BMRB)         | 2       |
| Чарт (1982)                    | Позиція |
| Австралія (Kent Music Report)  | 23      |
| Австрія (Ö3 Austria)           | 18      |
| Нідерланди (MegaCharts)        | 24      |
| Німеччина (Offizielle Top 100) | 43      |
| Нова Зеландія (RMNZ)           | 25      |
| Велика Британія (BMRB)         | 27      |
| Чарт (1984)                    | Позиція |
| Велика Британія (Gallup)       | 47      |
| Чарт (1985)                    | Позиція |
| Велика Британія (Gallup)       | 43      |
| Чарт (1986)                    | Позиція |
| Велика Британія (Gallup)       | 35      |
| Чарт (1991)                    | Позиція |
| Велика Британія (Gallup)       | 25      |
| Чарт (1992)                    | Позиція |
| Австралія (ARIA)               | 16      |
| Австрія (Ö3 Austria)           | 7       |
| Німеччина (Offizielle Top 100) | 2       |
| Нова Зеландія (RMNZ)           | 15      |
| Велика Британія (Gallup)       | 34      |
| Чарт (2016)                    | Позиція |
| Мексика (AMPROFON)             | 92      |
| Чарт (2017)                    | Позиція |
| Австралія (ARIA)               | 55      |
| Мексика (AMPROFON)             | 71      |
| Чарт (2018)                    | Позиція |
| Нова Зеландія (RMNZ)           | 39      |
| США (Billboard 200)            | 96      |

## Сертифікації
| Країна                                                  | Сертифікація | Продано    |
| ------------------------------------------------------- | ------------ | ---------- |
| Аргентина (CAPIF)                                       | 3×Платина    | 180,000^   |
| Австралія (ARIA)                                        | 15×Платина   | 1,050,000^ |
| Австрія (IFPI Austria)                                  | 4×Платина    | 200,000*   |
| Бразилія (Pro-Música Brasil)                            | Платина      | 250,000*   |
| Канада (Music Canada)                                   | 3×Платина    | 300,000^   |
| Фінляндія (Musiikkituottajat)                           | Платина      | 55,058     |
| Франція (SNEP)                                          | Золото       | 400,400    |
| Німеччина (BVMI)                                        | 7×Золото     | 1,750,000^ |
| Італія (FIMI) (2009)                                    | Золото       | 25,000*    |
| Нова Зеландія (RMNZ)                                    | 10×Платина   | 150,000^   |
| Швеція (GLF)                                            | Золото       | 50,000^    |
| Швейцарія (IFPI Switzerland)                            | 5×Платина    | 250,000^   |
| Велика Британія (BPI)                                   | 21×Платина   | 6,120,000  |
| США (RIAA)                                              | 8×Платина    | 8,000,000^ |
| * Дані про продажі, засновані тільки на сертифікації    |              |            |
| ^ Дані про постачання, засновані тільки на сертифікації |              |            |

## Історія релізу
| Дата            | Країна          | Лейбл          | Формат      | Номер каталогу |
| --------------- | --------------- | -------------- | ----------- | -------------- |
| 26 жовтня 1981  | Велика Британія | EMI/Parlophone | LP / касета | EMTV 30        |
| 26 жовтня 1981  | США             | Elektra        | LP          | 5E-564         |
| 1990            | СРСР            | Мелодія        | LP          | А60 00703 001  |
| 15 вересня 1992 | США             | Hollywood      | CD          | 61265          |
| 17 серпня 2004  | США             | Hollywood      | CD          | 2061-62465-2   |
| 3 січня 2011    | Велика Британія | Island         | CD          | 2758364        |